# Crancs violinistes
Uca és un gènere de crustacis decàpodes marins de l'infraordre Brachyura, coneguts com a crancs violinistes.
N'hi ha unes 94 espècies i són d'hàbits semiterrestres. Són cranc petits i l'espècie més grossa fa uns 5 cm. Es troben a les platges i zones entre marees i aiguamolls. La seva distribució és a Àfrica occidental, Atlàntic occidental, Pacífic, Indo-Pacífic. Es reconeixen de seguida per la seva asimetria en les pinces.

Mascle de Uca perplexa

Aquests crancs es comuniquen per seqüències d'onades i gestos; els mascles es barallen amb les pinces i fan rituals d'aparellament. Algunes persones les fan servir de mascotes. L'espècie Uca tangeri es troba als mercats com a comestibles sota el nom de boca.

## Subgèneres i espècies

Anatomia general del cranc

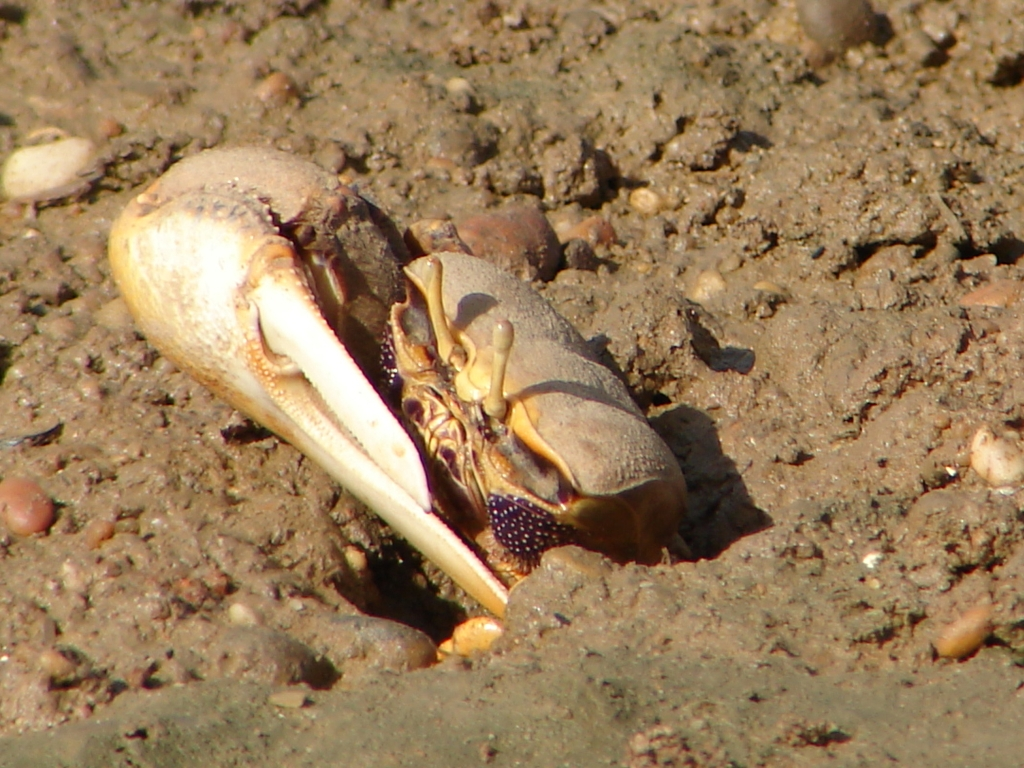
Uca tangeri

- Australuca
  - Uca bellator
  - Uca elegans
  - Uca hirsutimanus
  - Uca longidigitum
  - Uca polita
  - Uca seismella
  - Uca signata
- Cranuca
  - Uca inversa
- Gelasimus
  - Uca borealis
  - Uca dampieri
  - Uca hesperiae
  - Uca jocelynae[4]
  - Uca neocultrimana
  - Uca tetragonon
  - Uca vocans
  - Uca vomeris
- Leptuca
  - Uca batuenta
  - Uca beebei
  - Uca crenulata
  - Uca coloradensis
  - Uca cumulanta
  - Uca deichmanni
  - Uca dorotheae
  - Uca festae
  - Uca helleri
  - Uca inaequalis
  - Uca latimanus
  - Uca leptodactylus
  - Uca limicola
  - Uca musica
  - Uca oerstedi
  - Uca panacea
  - Uca panamensis
  - Uca pugilator
  - Uca pygmaea
  - Uca saltitanta
  - Uca speciosa
  - Uca spinicarpus
  - Uca stenodactylus
  - Uca subcylindrica
  - Uca tallanica
  - Uca terpsichores
  - Uca tomentosa
  - Uca uruguayensis
- Minuca
  - Uca argillicola
  - Uca brevifrons
  - Uca burgersi
  - Uca ecuadorensis
  - Uca herradurensis
  - Uca longisignalis
  - Uca marguerita
  - Uca minax
  - Uca mordax
  - Uca pugnax
  - Uca rapax
  - Uca thayeri
  - Uca umbratila
  - Uca victoriana
  - Uca vocator
  - Uca zacae
- Paraleptuca
  - Uca albimana
  - Uca annulipes
  - Uca bengali
  - Uca chlorophthalmus
  - Uca crassipes
  - Uca lactea
  - Uca mjobergi
  - Uca perplexa
  - Uca sindensis
  - Uca triangularis
- Tubuca
  - Uca acuta
  - Uca arcuata
  - Uca australiae
  - Uca capricornis
  - Uca coarctata
  - Uca demani
  - Uca dussumieri
  - Uca flammula
  - Uca forcipata
  - Uca formosensis
  - Uca paradussumieri
  - Uca rhizophoriae
  - Uca rosea
  - Uca typhoni
  - Uca urvillei
- Uca
  - Uca heteropleura
  - Uca insignis
  - Uca intermedia
  - Uca major
  - Uca maracoani
  - Uca monilifera
  - Uca ornata
  - Uca princeps
  - Uca stylifera
  - Uca tangeri